# Sergent-artilleur

Insigne de sergent-artilleur

Sergent-artilleur (gunnery sergeant, abrégé en GySgt) est un grade de l’armée des États-Unis.
C’est le quatrième grade des non-commissioned officers (sous-officiers) du Corps des Marines.
Son équivalent dans l’armée française est le grade d’adjudant mais il n’a pas d’équivalent précis selon la classification de l’OTAN, qui le situe entre les grades de sergent-chef et d’adjudant.

## Sergents d'artillerie célèbres
- John Basilone
- Jack Coughlin
- R. Lee Ermey (titre honoraire)
- Carlos Hathcock